# Saccogynidium
Saccogynidium là một chi rêu trong họ Geocalycaceae.